# Laurent Delbecque
Laurent Delbecque, né le 4 septembre 1989, est un acteur français de cinéma.

## Filmographie

### Cinéma
- 2008 : De la guerre de Bertrand Bonello : Pierre
- 2009 : Parc de Arnaud des Pallières : Toni Clou
- 2010 : Simon Werner a disparu... de Fabrice Gobert : Simon
- 2010 : Les Nuits de Sister Welsh de Jean-Claude Janer : Fabrice
- 2011 : American Translation de Pascal Arnold et Jean-Marc Barr : Nick
- 2011 : De bon matin de Jean-Marc Moutout : Benoît
- 2013 : Jeune et Jolie de François Ozon
- 2017 : Mes provinciales de Jean Paul Civeyrac : William

### Télévision
- 2008 : Seule de Fabrice Cazeneuve : Romain
- 2011 : Le monde à ses pieds de Christian Faure : Thomas
- 2015: Les Témoins : Thomas Maisonneuve, fils de Paul Maisonneuve